# Gian Pietro Porro (esploratore)
Gian Pietro Porro (Como, 20 novembre 1844 – Gialdessa, 9 aprile 1886) è stato un esploratore italiano.

## Biografia
Membro della nobile famiglia Porro, Gian Pietro Porro nacque a Como il 20 novembre 1844, figlio di Francesco e Chiara Giovio. Suo nonno era l'omonimo Gian Pietro Porro, già podestà di Como.
Dopo aver studiato al Collegio Militare di Milano, all'Accademia Reale di Torino, e alla Scuola di Cavalleria di Pinerolo, nel 1866 partecipò con il grado di tenente alla terza guerra di indipendenza italiana, distinguendosi in particolare nella battaglia di Custoza.
Nel 1872 si congedò dall'esercito e partì per l'America meridionale, dove risalì il Río de la Plata e il Paraná, esplorando la regione del Gran Chaco; tornato in Italia, raccontò il suo viaggio nel libro dal titolo Da Genova al Gran Chaco e viceversa (1874).
Divenne sindaco di Induno Olona, e il 5 agosto 1873 sposò Giuseppina Rossi.
L'8 marzo 1885 succedette a Manfredo Camperio nella carica di presidente della Società d'Esplorazione Commerciale in Africa. In questa veste organizzò una spedizione scientifico-commerciale nella Regione di Harar, in Etiopia, che coinvolgeva un totale di otto studiosi italiani, tra cui Giovanni Battista Licata; imbarcatasi da Genova il 24 gennaio 1886, passarono da Napoli il 26 gennaio e raggiungerso Aden, nell'attuale Yemen, il 7 febbraio; da qui, con una traversata di 200 chilometri raggiunsero Zeila, nella Somalia Britannica. La spedizione si concluse però tragicamente a Jaldessa, con il cosiddetto eccidio di Gialdessa (9 aprile 1886), nel quale tutti i membri della spedizione furono trucidati dagli indigeni poco prima di aver raggiunto la meta.
È rimasto ignoto il mandante della strage, che si è ipotizzato potesse essere l'emiro di Harar oppure gli inglesi insediati ad Aden; il Governo italiano, che di nascosto aveva chiesto a Porro di studiare la possibilità di una spedizione militare, negò ufficialmente un suo coinvolgimento nell'impresa e decise di non indagare sull'eccidio, per non irritare le altre potenze europee.